# Fondazione Palazzo Strozzi
La Fondazione Palazzo Strozzi è una fondazione senza fini di lucro con sede a Palazzo Strozzi a Firenze.

## Storia
La Fondazione Palazzo Strozzi è stata istituita nel 2006 dalla Città di Firenze, la Provincia e la Camera di Commercio, unitamente ad un'Associazione di partner privati (APPS: Associazione Partners Palazzo Strozzi).
Si tratta della prima fondazione autonoma pubblico-privata in Italia, che si pone come esperimento di governance e di innovazione sostenibile.
Alla sua nascita il Consiglio di Amministrazione era presieduto da Lorenzo Bini Smaghi, che ha fatto parte del Comitato Esecutivo della Banca Centrale Europea, sostituito nel 2016 da Matteo Del Fante, AD di Terna, mentre la Direzione Generale è stata affidata all'architetto museologo anglo canadese James M. Bradburne, sostituito nel marzo 2015 dall'italiano Arturo Galansino.
L'obiettivo della Fondazione è quello di contribuire allo sviluppo economico e civile della comunità locale, promuovendo parallelamente lo sviluppo del turismo culturale sostenibile, attraverso l'organizzazione di eventi e iniziative di tipo culturale, quali mostre e attività di sostegno alla valorizzazione dei beni di interesse storico artistico.
L'attività della Fondazione ha portato Palazzo Strozzi a divenire il più grande spazio espositivo per mostre temporanee a Firenze e uno dei maggiori produttori di eventi culturali. Ogni mostra prevede un programma di eventi collaterali indirizzati particolarmente ai i giovani, alle famiglie e ai bambini.

## Sede
Palazzo Strozzi è uno degli esempi migliori di architettura privata del Rinascimento.
Commissionato dal mercante fiorentino Filippo Strozzi, fu fondato nel 1489 su progetto di Benedetto da Maiano. Un anno dopo il progetto passò nelle mani di Simone del Pollaiolo detto il Cronaca, che ci lavorò fino al 1504; il Palazzo fu tuttavia completato solo nel 1538.
Il Palazzo restò di proprietà della famiglia Strozzi fino al 1937, e dal 1999 è gestito dal Comune di Firenze per conto dello Stato italiano. Fin dalla seconda guerra mondiale il Palazzo è lo spazio espositivo più grande della città.

## Attività
Le mostre allestite al piano nobile di Palazzo Strozzi dall'istituzione della Fondazione sono:
- Cézanne a Firenze. Due collezionisti e la mostra dell'Impressionismo nel 1910, 2007; a cura di Francesca Bardazzi e Carlo Sisi
- Contromoda. La moda contemporanea della collezione permanente del Los Angeles County Museum of Art, 2007-2008; a cura di Sharon Sadako Takeda e Kaye Durland Spilker
- Cina. Alla corte degli imperatori. Capolavori mai visti, dalla tradizione Han all'eleganza Tang (25-907), 2008; a cura di Sabrina Rastelli
- Impressionismo. Dipingere la luce. Le tecniche nascoste di Monet, Renoir e Van Gogh, 2008; a cura di Iris Schaefer, Caroline von Saint-George e Katja Lewerentz
- Caterina e Maria de' Medici: donne al potere. Firenze celebra il mito di due regine di Francia, 2008-2009; a cura di Clarice Innocenti
- Galileo. Immagini dell'universo dall'antichità al telescopio, 2009; a cura di Paolo Galluzzi
- Inganni ad Arte. Meraviglie del trompe l'oeil dall'antichità al contemporaneo, 2009-2010; a cura di Annamaria Giusti
- De Chirico, Max Ernst, Magritte, Balthus. Uno sguardo nell'invisibile, 2010; a cura di Paolo Baldacci
- Bronzino. Pittore e poeta alla corte dei Medici, 2010-2011; a cura di Carlo Falciani e Antonio Natali
- Picasso, Miró, Dalí. Giovani e arrabbiati. La nascita della modernità, 2011; a cura di Eugenio Carmona e Christoph Vitali
- Denaro e Bellezza. I banchieri, Botticelli e il rogo delle vanità, 2011-2012; a cura di Ludovica Sebregondi e Tim Parks
- Americani a Firenze. Sargent e gli impressionisti del Nuovo Mondo, 2012; a cura di Francesca Bardazzi e Carlo Sisi
- Anni '30. Arti in Italia oltre il fascismo, 2012-2013; a cura di Antonello Negri
- La Primavera del Rinascimento. La scultura e le arti a Firenze 1400-1460, 2013; a cura di Beatrice Paolozzi Strozzi e Marc Bormand
- L'Avanguardia russa, la Siberia e l'Oriente. Kandinsky, Malevič, Filonov, Gončarova, 2013-2014; a cura di John E. Bowlt, Nicoletta Misler ed Evgenija Petrova
- Pontormo e Rosso Fiorentino. Divergenti vie della "maniera", 2014; a cura di Carlo Falciani e Antonio Natali
- Picasso e la modernità spagnola. Opere dalla collezione del Museo Nacional Centro de Arte Reina Sofía, 2014-2015; a cura di Eugenio Carmona
- Potere e pathos. Bronzi del mondo ellenistico, 2015; a cura di Jens Daehner e Kenneth Lapatin
- Bellezza divina tra Van Gogh, Chagall e Fontana, 2015-2016; a cura di Lucia Mannini, Anna Mazzanti, Ludovica Sebregondi e Carlo Sisi
- Da Kandinsky a Pollock. La grande arte dei Guggenheim, 2016; a cura di Luca Massimo Barbero
- Ai Weiwei. Libero, 2016-2017; a cura di Arturo Galansino
- Bill Viola. Rinascimento elettronico, 2017; a cura di Arturo Galansino e Kira Perov
- Il Cinquecento a Firenze. Tra Michelangelo, Pontormo e Giambologna, 2017-2018; a cura di Carlo Falciani e Antonio Natali
- Nascita di una Nazione. Tra Guttuso, Fontana e Schifano, 2018; a cura di Luca Massimo Barbero
- Marina Abramović. The Cleaner, 2018-2019; a cura di Arturo Galansino e Lena Essling, con Tine Colstrup e Susanne Kleine
- Verrocchio, il maestro di Leonardo, 2019; a cura di Francesco Caglioti e Andrea De Marchi
- Natalia Goncharova. Una donna e le avanguardie tra Gauguin, Matisse e Picasso, 2019-2020; a cura di Ludovica Sebregondi
- Tomás Saraceno. Aria, 2020; a cura di Arturo Galansino
- American Art 1961-2001. Le collezioni del Walker Art Center da Andy Warhol a Kara Walker, 2021; a cura di Vincenzo de Bellis e Arturo Galansino
- Jeff Koons. Shine, 2021-2022; a cura di Arturo Galansino e Joachim Pissarro
- Donatello, il Rinascimento, 2022; a cura di Francesco Caglioti
- Olafur Eliasson. Nel tuo tempo, 2022-2023; a cura di Arturo Galansino
- Reaching for the Stars. Da Maurizio Cattelan a Lynette Yiadom-Boakye, 2023; a cura di Arturo Galansino
- Yan Pei-Ming. Pittore di storie, 2023; a cura di Arturo Galansino
- Anish Kapoor. Untrue Unreal, 2023-2024, a cura di Arturo Galansino
- Anselm Kiefer. Angeli caduti, 2024, a cura di Arturo Galansino
- Helen Frankenthaler. Dipingere senza regole, 2024-2025, a cura di Douglas Dreishpoon
- Tracey Emin. Sex and Solitude, 2025, a cura di Arturo Galansino

### Strozzina
La Strozzina è lo spazio dedicato all'arte e alla cultura contemporanea situato nelle antiche cantine di Palazzo Strozzi, il quale costituisce un centro di produzione e di esposizione delle ricerche artistiche contemporanee italiane e internazionali, attraverso un programma di mostre ed attività che investigano temi e problematiche del mondo contemporaneo.
Sotto la direzione di Franziska Nori (2007-2014) con il nome di CCC Strozzina (Centro Cultura Contemporanea Strozzina) ha ospitato opere di artisti quali Gerhard Richter, Damien Hirst, Francis Bacon, Cindy Sherman, Thomas Demand, Nan Goldin. I loro lavori sono stati affiancati a quelli di artisti più giovani o meno conosciuti al grande pubblico, sempre ricercando un dialogo tra diverse ricerche e nuovi spunti di riflessione sulla base delle diverse tematiche trattate. Collocare l'arte contemporanea in una cornice architettonica come quella di Palazzo Strozzi si pone inoltre come stimolo per porre in dialogo passato, presente e futuro, sempre sollecitando una fruizione attiva da parte del pubblico chiamato a partecipare a cicli di conferenze tenute da esperti di diversi discipline, a incontri con artisti e a un programma didattico dedicato alle scuole e agli adulti.
Nel settembre 2016 per la prima volta, in occasione della mostra Ai Weiwei. Libero, gli spazi espositivi di Palazzo Strozzi (facciata, piano nobile, Strozzina e cortile) sono stati unificati dalla presenza delle opere di un unico artista contemporaneo.